# IR-Klasse YG
Bei der Baureihe YG der Indian Railways (IR) handelt es sich um Schlepptenderlokomotiven mit der Achsfolge 1'D1' (Mikado) für die Meterspur. Sie gehört zu den von IR entwickelten Standardbaureihen, eine Weiterentwicklung der Lokomotiven nach dem Indian Railway Standard (IRS).

## Geschichte
Die Klasse YG war die nach dem Ende der britischen Kolonialherrschaft meistgebaute Meterspur-Güterzuglokomotive in Indien. Zwischen 1949 und 1972 wurden in neun Lokomotivfabriken insgesamt 1074 Exemplare gebaut.
Obwohl als Güterzuglokomotive konzipiert, wurde sie auch oft vor Personenzügen eingesetzt. Sie ersetzte die von 1927 bis 1949 gebaute Baureihe YD.
Die am 5. Februar 1972 fertiggestellte Lokomotive Nummer 3573 war zugleich die letzte in Indien gebaute Dampflokomotive.
Viele der Lokomotiven waren bis Ende der 1990er Jahre im Einsatz. Die letzten drei Exemplare (3318, 3334 und 3360) waren 1999 bei der Western Railway im regulären Dienst. Sie wurden vor Personen- und Güterzügen zwischen Wankaner über Morbi nach Navlakhi am Golf von Kachchh eingesetzt.

## Liste
| Hersteller                          | Baujahr | Anzahl | Werksnummern                       | IR-Nummern                                                                   |
| ----------------------------------- | ------- | ------ | ---------------------------------- | ---------------------------------------------------------------------------- |
| Baldwin Locomotive Works            | 1949/50 | 120    | 74474–74592                        | 3000–3149                                                                    |
| Montreal Locomotive Works           | 1950    | 20     | 77606–77625                        | 3000–3149                                                                    |
| Canadian Locomotive Company         | 1950    | 10     | 2624–2633                          | 3000–3149                                                                    |
| Tata Engineering and Locomotive Co. | 1952/53 | 50     | 1–50                               | 3150–3199                                                                    |
| Nippon Sharyo                       | 1954/55 | 75     | 1619–1693                          | 4001–4075                                                                    |
| Wiener Lokomotivfabrik Floridsdorf  | 1956    | 50     | 17776–17825                        | 4076–4125                                                                    |
| Lenin-Werke (Škoda)                 | 1956    | 50     | 3434–3483                          | 4126–4175                                                                    |
| Nippon Sharyo                       | 1956    | 46     | 1706–1751                          | 4276–4321                                                                    |
| Mitsubishi Heavy Industries         | 1956    | 39     | 880–918                            | 4322–4360                                                                    |
| Tata Engineering and Locomotive Co. | 1956–66 | 554    | 151–200, 291–760, 831–844, 936–955 | 3200–3513, 3690–3749, 4176–4275, 4361–4440 nicht in der Reihenfolge des Baus |
| Chittaranjan Locomotive Works       | 1969–72 | 60     | n.n.                               | 3514–3573                                                                    |
| Quelle:                             |         |        |                                    |                                                                              |

## Technik
Die Baureihe YG war im Wesentlichen eine verkleinerte Version der Breitspurbaureihe WG. Es gab aber auch viele Gemeinsamkeiten mit den Personenzuglokomotiven der Baureihe YP, auch äußerlich ähnelten sich diese beide Typen sehr.
Der größte Unterschied zu der Vorgängerversion YD waren die eingesetzten Barrenrahmen, die im Gegensatz zu den Plattenrahmen leichter und einfacher herzustellen waren.
Außerdem verfügten die YG über die neuesten technischen Errungenschaften auf dem Gebiet der Dampftraktion, etwa aus Stahl gefertigte Feuerroste, modernste, sich schnell erhitzende Siederohre, Verbrennungskammern und großflächige Überhitzer. Vor allem verbesserte Kesselverhältnisse für die Verbrennung minderwertiger indischer Kohle mit hohem Aschegehalt.

## Einsatzgebiete
Diese Baureihe war in fast allen Teilen Indiens im Einsatz. Ende 1976 waren die noch im Einsatz befindlichen 1059 Exemplare wie folgt auf die IR-Regionalgesellschaften verteilt:
| Regionalgesellschaft      | Anzahl |
| ------------------------- | ------ |
| Central Railway           | 24     |
| Northern Railway          | 165    |
| North Eastern Railway     | 293    |
| Northern Frontier Railway | 106    |
| Southern Railway          | 159    |
| South Central Railway     | 151    |
| Western Railway           | 161    |

## EAR-Klasse 27II
1976 wurden fünf Lokomotiven an die East African Railways (EAR) verkauft. Die 1971 bzw. 1972 gebauten Lokomotiven wurden vorher in Indien überholt, die Windleitbleche entfernt und einige weitere kleinere Anpassungen vorgenommen. Sie bekamen nun die Bezeichnung Klasse 27II, die sie auch nach der Aufteilung der EAR bei der Tanzania Railways behielten, bevor sie 1993 außer Dienst gestellt und verschrottet wurden.
| IR-Nummer  | 3563 | 3564 | 3551 | 3550 | 3549 |
| EAR-Nummer | 2701 | 2702 | 2703 | 2704 | 2705 |

## Galerie

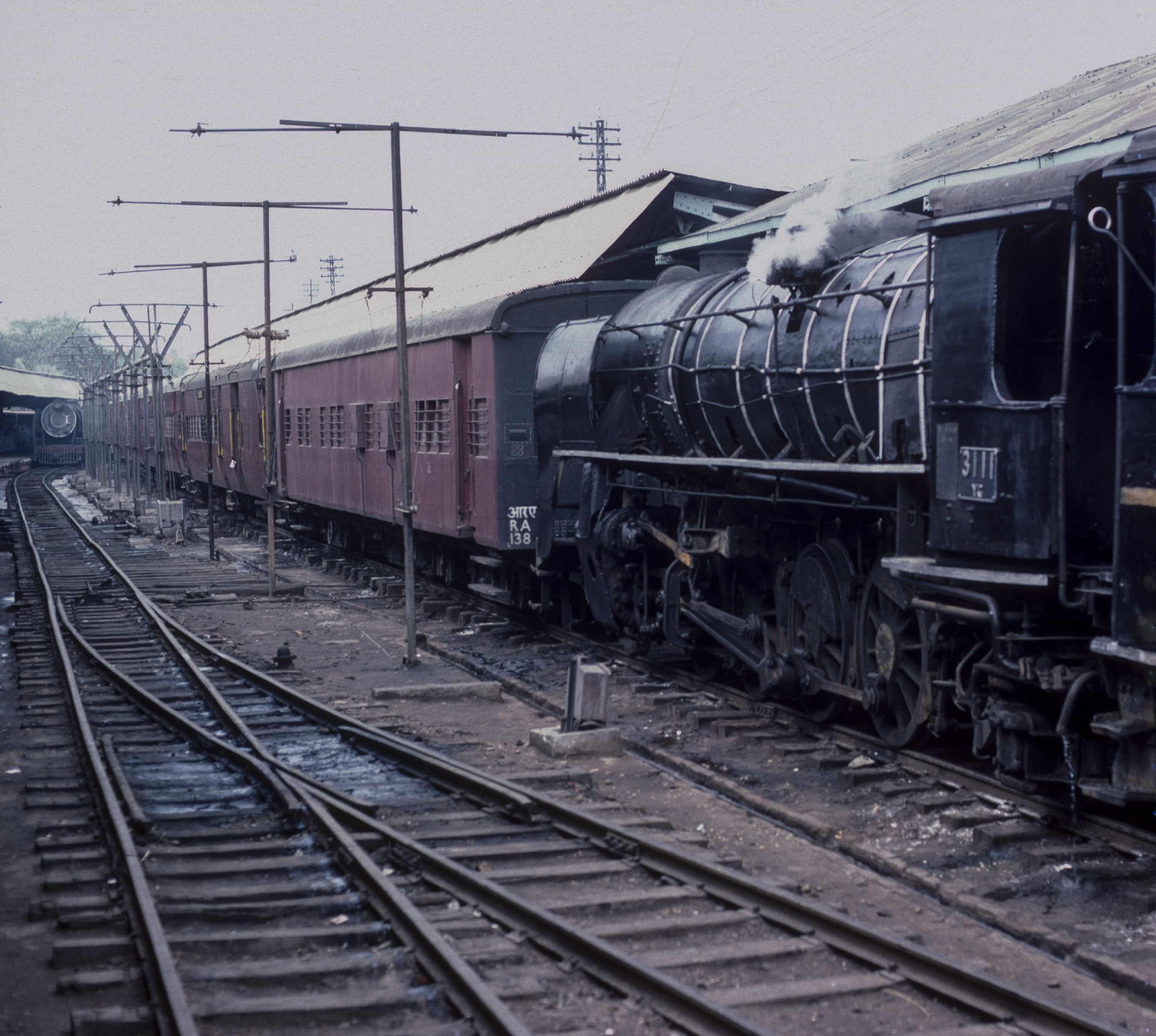
YG 3111 in Delhi 1988
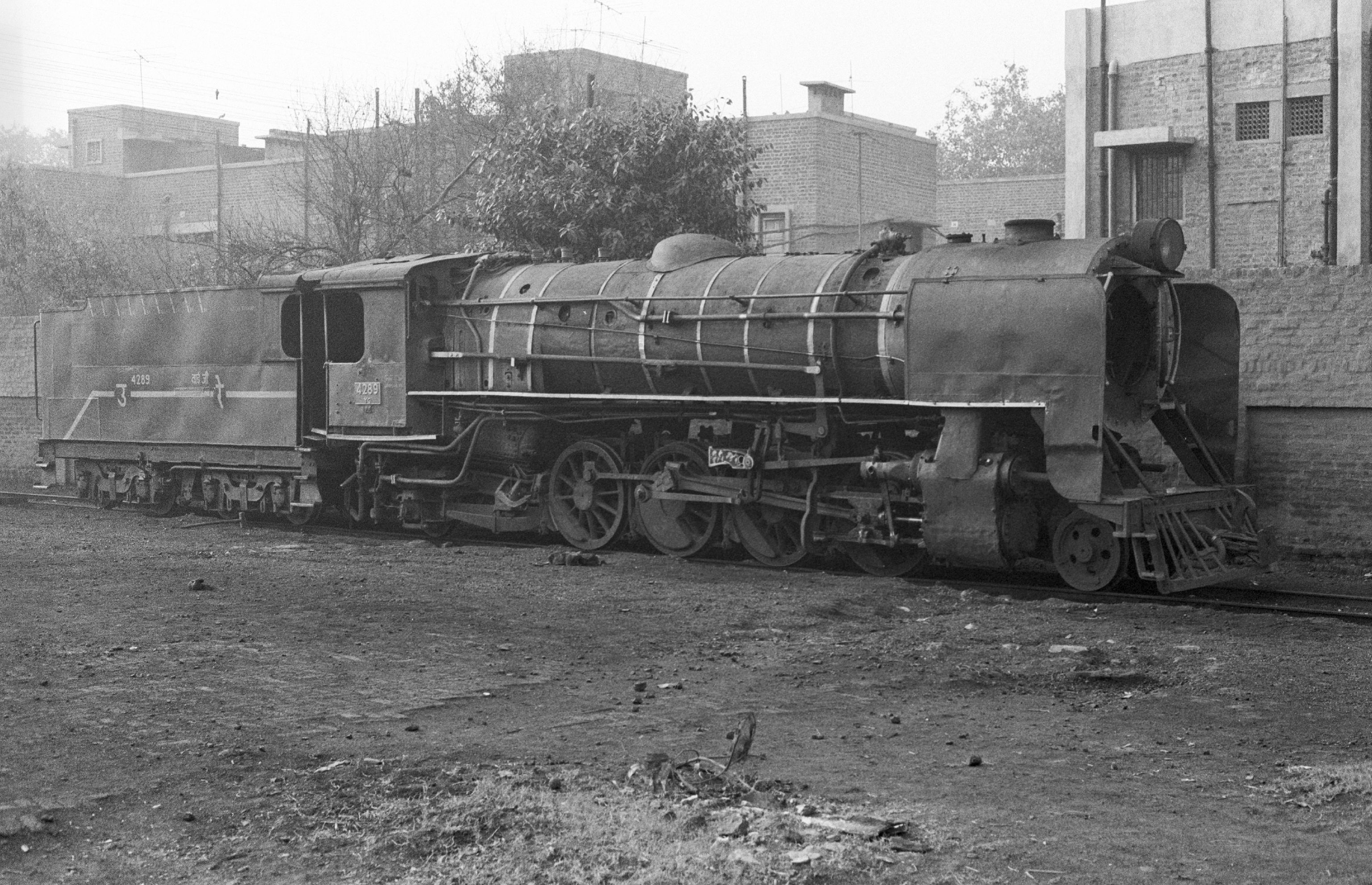
YG 4289 in Delhi 1988
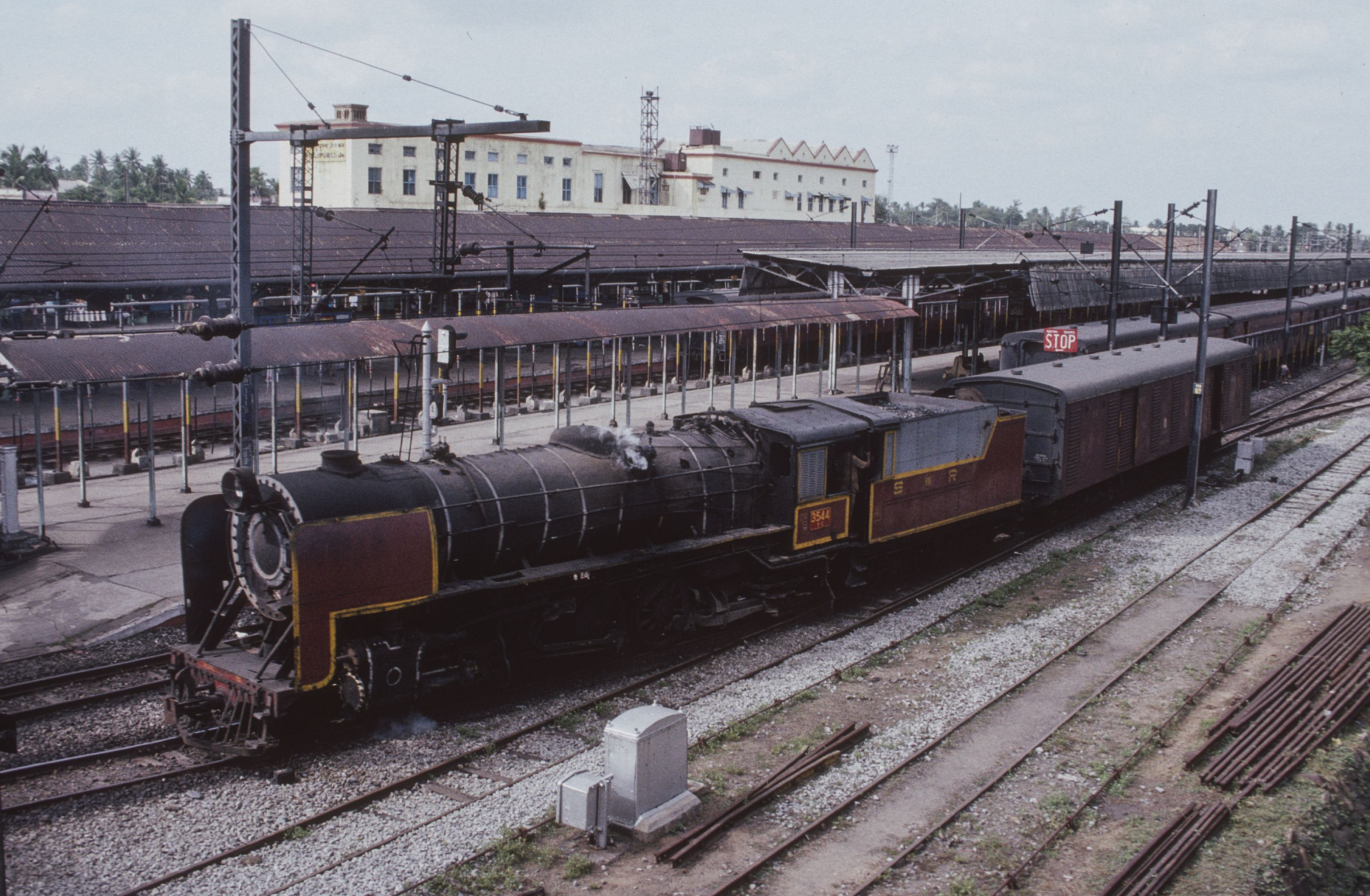
YG 3544 in Viluppuram 1989
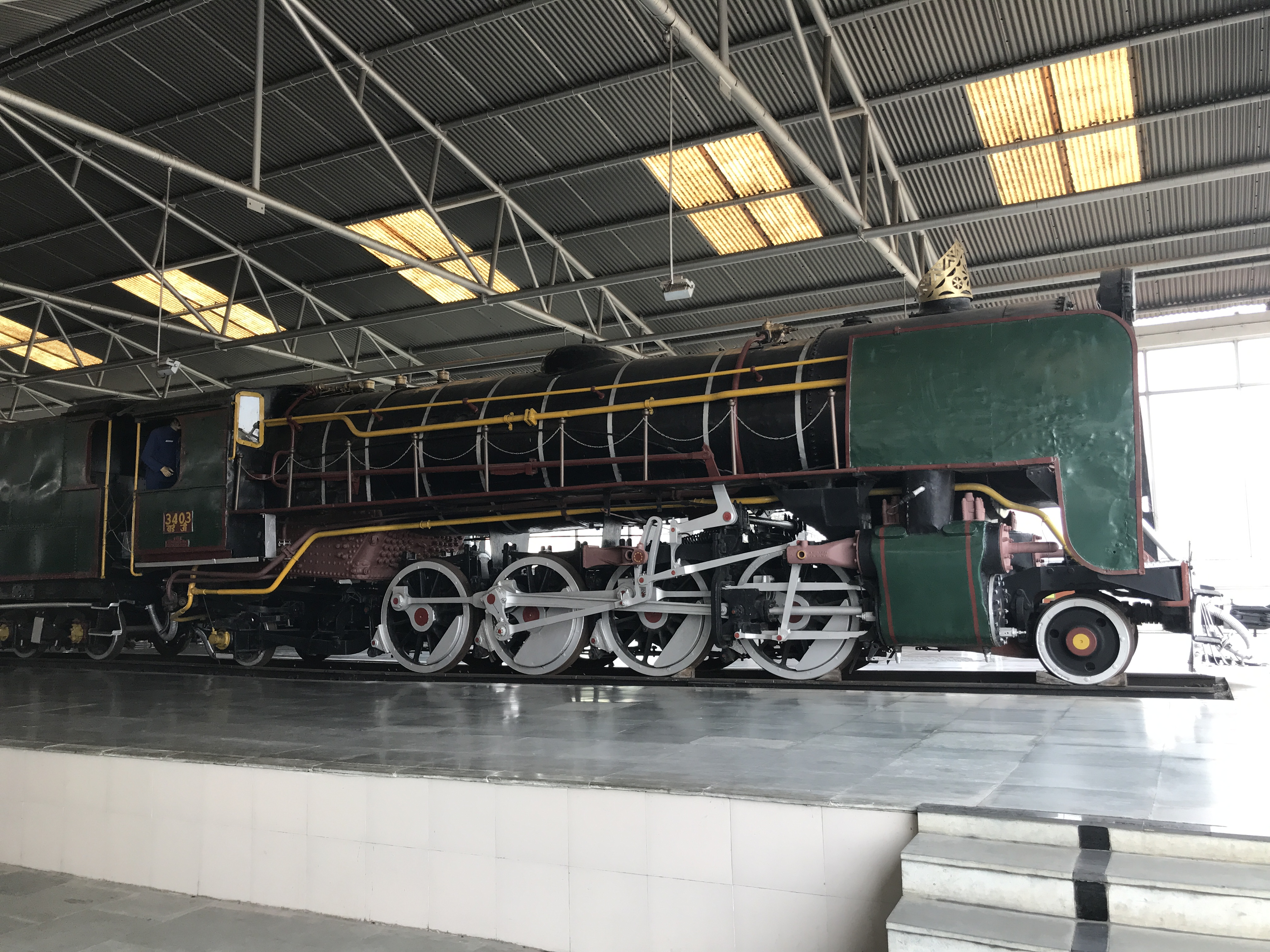
Die erhaltene YG 3403 im Kolkata Rail Museum in Haora
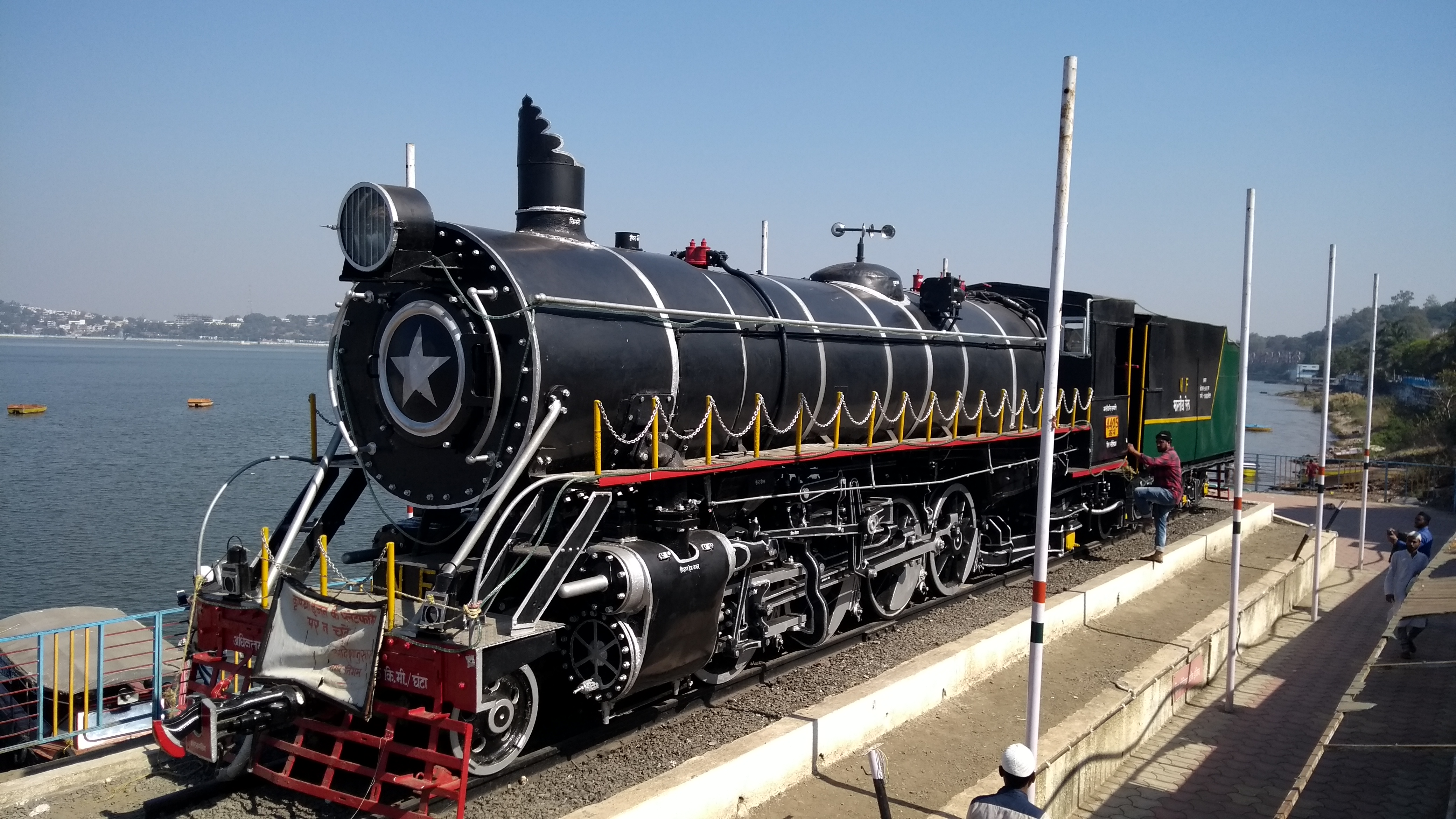
Die erhaltene YG 4405 in Bhopal

## Erhaltene Lokomotiven
Mindestens 50 Lokomotiven dieser Baureihe sind erhalten geblieben. 2000 wurden zwei weitere Exemplare an Privatpersonen in den Vereinigten Staaten verkauft. Ob diese noch existieren, ist nicht bekannt.
| Nummer | Standort     | Status                  |
| ------ | ------------ | ----------------------- |
| 3011   | Saharsa      | abgestellt              |
| 3040   | Tinsukia     | abgestellt              |
| 3042   | Thana Bihpur | abgestellt              |
| 3174   | Tinsukia     | abgestellt              |
| 3212   | Dibrugarh    | abgestellt              |
| 3213   | Mariani      | als Denkmal aufgestellt |
| 3218   | Dibrugarh    | betriebsfähig           |
| 3261   | Ambala       | als Denkmal aufgestellt |
| 3318   | Lucknow      | als Denkmal aufgestellt |
| 3334   | Lucknow      | als Denkmal aufgestellt |
| 3358   | Salem        | als Denkmal aufgestellt |
| 3360   | Dwarka       | als Denkmal aufgestellt |
| 3382   | Koch Bihar   | als Denkmal aufgestellt |
| 3403   | Kolkata      | als Denkmal aufgestellt |
| 3415   | Rewari       | betriebsfähig           |
| 3430   | Sabarmati    | als Denkmal aufgestellt |
| 3437   | Chandigarh   | als Denkmal aufgestellt |
| 3438   | Rewari       | betriebsfähig           |
| 3474   | Gorakhpur    | abgestellt              |
| 3490   | Saharsa      | abgestellt              |
| 3509   | Chittaurgarh | als Denkmal aufgestellt |
| 3526   | Wankaner     | abgestellt              |
| 3532   | Tinsukia     | abgestellt              |
| 3534   | Chittaranjan | als Denkmal aufgestellt |
| 3721   | Tinsukia     | abgestellt              |

| Nummer | Standort        | Status                  |
| ------ | --------------- | ----------------------- |
| 4028   | Indore          | als Denkmal aufgestellt |
| 4029   | Tinsukia        | abgestellt              |
| 4091   | Lumding         | als Denkmal aufgestellt |
| 4092   | Saharsa         | abgestellt              |
| 4101   | Badarpur        | betriebsfähig           |
| 4119   | Guwahati        | als Denkmal aufgestellt |
| 4121   | Badarpur        | betriebsfähig           |
| 4124   | Tinsukia        | abgestellt              |
| 4129   | Etawah          | als Denkmal aufgestellt |
| 4136   | Chennai         | als Denkmal aufgestellt |
| 4138   | Wankaner        | abgestellt              |
| 4143   | Guna            | als Denkmal aufgestellt |
| 4159   | Wankaner        | abgestellt              |
| 4182   | Wankaner        | abgestellt              |
| 4205   | Tiruchirappalli | als Denkmal aufgestellt |
| 4232   | Rewari          | betriebsfähig           |
| 4252   | Rewari          | betriebsfähig           |
| 4310   | Tiruchirappalli | als Denkmal aufgestellt |
| 4330   | Saharsa         | abgestellt              |
| 4367   | Lumding         | als Denkmal aufgestellt |
| 4369   | Wankaner        | betriebsfähig           |
| 4371   | Saharsa         | abgestellt              |
| 4379   | Neemuch         | als Denkmal aufgestellt |
| 4405   | Bhopal          | als Denkmal aufgestellt |
| 4422   | Tinsukia        | abgestellt              |